# Josh Peck
Josh Peck, né le 10 novembre 1986 à Hell's Kitchen (Manhattan), est un acteur, humoriste, producteur, réalisateur et chanteur américain. Il est surtout connu pour son rôle de Josh Nichols dans Drake et Josh.

## Biographie
Josh Peck est né le 10 novembre 1986 à Hell's Kitchen (Manhattan).
Il passe son enfance à Manhattan, où il est élevé par sa mère seule (Barbara), il n'a jamais connu son père.
Dès l'âge de 8 ans, il se produit dans des spectacles comiques.

### Vie privée
Le 17 juin 2017, il se marie avec sa compagne de longue date Paige O'Brien. Leur fils, Max Milo Peck est né le 29 décembre 2018. Leur fils, Shai Miller Peck est né le 13 octobre 2022.

## Carrière
Il commence sa carrière d’acteur professionnel en 2000, à 14 ans, dans le film indépendant The Newcomers de James Allen Bradley avec Kate Bosworth. Il apparaît ensuite dans le long métrage Jour Blanc de Chris Koch.
La même année, Josh Peck devient un personnage régulier de la série The Amanda Show avec Amanda Bynes, dans laquelle il rencontre Drake Bell, son futur partenaire dans la série à succès Drake et Josh.
Après avoir joué dans un épisode de la très populaire série Urgences en 2001, il participe à la comédie produite par Walt Disney Pictures, Le grand coup de Max Keeble réalisée par Tim Hill.
Il tourne ensuite dans plusieurs films indépendants comme Spun (2002) de Jonas Åkerlund, avec Jason Schwartzman, Brittany Murphy et Mickey Rourke, et Mean Creek (2004) de Jacob Aaron Estes avec Rory Culkin. Ce dernier film est présenté au festival de Sundance 2004 et lauréat de l’Award of Distinction aux Independent Spirit Awards.
En 2004, il est choisi pour prendre le rôle de Josh Nichols dans la série télévisée Drake et Josh.
Côté cinéma, il joue en 2006 dans le film indépendant Special de Hal Haberman et Jeremy Passmore, avec Michael Rapaport. La même année, il prête sa voix à Eddie, l'un des deux frères opossums, dans le film d'animation L'Âge de glace 2 de Carlos Saldanha.
En 2008, il est à l'affiche de la comédie Drillbit Taylor, garde du corps de Steven Brill avec Owen Wilson. Il tient ensuite l'un des rôles principaux dans Wackness de Jonathan Levine, aux côtés de Ben Kingsley. Ce film, dont l'histoire se déroule à New York durant l'été 1994, remporte le Prix du Public au Festival de Sundance et est présenté au Festival américain de Deauville.
L'année suivante, Josh Peck donne une nouvelle fois la voix à Eddie dans L'Âge de glace 3 : Le Temps des dinosaures qui sort en juillet 2009. En 2012, Josh joue dans le film ATM, Corey.
En 2013, Josh joue le rôle de Matt Eckert dans L'Aube rouge.

## Drake et Josh
Josh Peck devient surtout connu du grand public en 2004 lorsqu'il est choisi pour interpréter le rôle de Josh Nichols dans la série Drake et Josh. Cette sitcom américaine, qui devient vite un énorme succès, retrace les aventures de deux demi-frères, Drake (joué par Drake Bell) et Josh, obligés d'apprendre à vivre ensemble malgré leurs différences. Grâce à son interprétation, Josh Peck remporte en 2008 le Kids’ Choice Award du Meilleur Acteur dans une série comique.
Cette série est déclinée en trois téléfilms dans lesquels les deux acteurs principaux tiennent leur rôle habituel : Drake and Josh Go Hollywood (2006), Drake and Josh: Really Big Shrimp (2007) et Merry Christmas, Drake and Josh (2008).

## Filmographie

### Cinéma

#### Longs métrages
- 2000 : Jour blanc (Snow Day) de Chris Koch : Wayne Alworth
- 2000 : The Newcomers de James Allen Bradley : Slim
- 2001 : Le Grand Coup de Max Keeble (Max Keeble's Big Move) de Tim Hill : Robert
- 2002 : Spun de Jonas Åkerlund : Un enfant
- 2004 : Mean Creek de Jacob Aaron Estes : George Tooney
- 2005 : Jeux de gangs (Havoc) de Barbara Kopple : Josh Rubin
- 2006 : L'Âge de glace 2 (Ice Age : The Meltdown) de Carlos Saldanha : Eddie (voix)
- 2006 : Special d'Hal Haberman et Jeremy Passmore : Joey
- 2008 : Wackness (The Wackness) de Jonathan Levine : Luke Shapiro
- 2008 : Drillbit Taylor, garde du corps (Drillbit Taylor) de Steven Brill : Ronnie
- 2008 : American Primitive de Gwen Wynne : Spoke White
- 2009 : L'Âge de glace 3 : Le Temps des dinosaures (Ice Age 3 : Dawn of the Dinosaurs) de Carlos Saldanha et Michael Thurmeier : Eddie (voix)
- 2009 : Les Zintrus (Aliens in the Attic) de John Schultz : Sparks (voix)
- 2009 : What Goes Up de Jonathan Glatzer : Jim Lement
- 2011 : Bunnicula : Toby Monroe
- 2012 : L'Âge de glace 4 : La Dérive des continents (Ice Age : Continental Drift) de Steve Martino et Mike Thurmeier : Eddie (voix)
- 2012 : ATM de David Brooks : Corey Thompson
- 2012 : L'Aube rouge (Red Dawn) de Dan Bradley : Matt Eckert
- 2013 : Battle of the Year de Benson Lee : Franklyn
- 2013 : Jungle Master (Shou Hu Zhe Sen Lin) de Xu Kerr : Blue (voix)
- 2014 : Bukowski de James Franco : Charles Bukowski
- 2015 : Danny Collins de Dan Fogelman : Nicky Ernst
- 2015 : Témoin à louer (The Wedding Ringer) de Jeremy Garelick : Le pire témoin
- 2015 : The Timber d'Anthony O'Brien : Samuel
- 2016 : L'Âge de glace : Les Lois de l'univers (Ice Age : Collision Course) de Mike Thurmeier et Galen Tan Chu : Eddie (voix)
- 2016 : Chronically Metropolitan (en) de Xavier Manrique : John
- 2017 : L'autoroute (Take the 10) de Chester Tam : Chris
- 2017 : Fantastica : La grande aventure (Boonie Bears : Entangled Worlds) de Leon Ding, Huida Lin et Yongchang Lin : Bamble (voix)
- 2017 : The Labyrinth de Victoria Rose : PL8-0 (segment "Mandroid")
- 2018 : Gare aux Gnomes (Gnome Alone) de Peter Lepeniotis : Liam (voix)
- 2018 : Locating Silver Lake d'Eric Bilitch : Daniel Willingham
- 2021 : Doors de Saman Kesh : Vince (segment "Knockers")
- 2022 : 13 : La comédie musicale (13 : The Musical) de Tamra Davis : Le rabbin
- 2023 : Oppenheimer de Christopher Nolan : Kenneth Bainbridge

### Télévision

#### Séries télévisées
- 2001 : Urgences (ER) : Nick Stevens
- 2001 : Les Griffin (Family Guy) : Charlie
- 2001 : Samouraï Jack (Samurai Jack) : Un enfant / Un cochon / Un enfant alien (voix)
- 2002 : MAD TV : Jeffrey Lugz
- 2002 : Fillmore ! (Disney's Fillmore !) : Randall Julian (voix)
- 2002 : Qu'est-il arrivé à... Robot Jones ? (Whatever Happened to Robot Jones ?) : Lenny (voix)
- 2002 - 2003 : Galaxie Lloyd (Lloyd in Space) : Un enfant (voix)
- 2003 : Les Supers Nanas (The Powerpuff Girls) : Un enfant (voix)
- 2003 - 2004 : Le Protecteur (The Guardian) : Chris Rapp
- 2004 - 2007 : Drake et Josh (Drake & Josh) : Josh Nichols
- 2006 : Nom de code : Kids Next Door (Codename : Kids Next Door) : Numbuh 50 Million B.C. (voix)
- 2006 : Quoi d'neuf Scooby-Doo ? (What's New Scooby-Doo ?) : Damian / Un enfant / Un enfant zombie (voix)
- 2009 : iCarly : Jimmy
- 2011 : Victorious : Josh Nichols
- 2013 - 2014 : The Mindy Project : Roy Ron
- 2013 - 2017 : Les Tortues Ninja (Teenage Mutant Ninja Turtles) : Casey Jones (voix)
- 2014 : The Big Bang Theory : Jessie
- 2014 : The Rebels : Danny Norwood
- 2015 - 2016 : Grandfathered : Gerald E. Kingsley
- 2016 : Pitch : Ross
- 2018 : Trolls : En avant la musique ! (Trolls : The Beat Goes On !) : Bash (voix)
- 2018 : Lego Star Wars : All-Stars : Pace (voix)
- 2018 / 2020 : La Fête à la maison : 20 ans après (Fuller House) : Ben
- 2019 : Liza on Demand : Jonas
- 2021 : Robot Chicken : Josh Nichols (voix)
- 2021 : Turner & Hooch : Scott Turner
- 2022 : iCarly : Paul Denham
- 2022 - 2023 : How I Met Your Father : Drew
- 2025 : The Last Of Us : Soldat de la Fedra en 2018 (caméo)

#### Téléfilms
- 2006 : Drake et Josh à Hollywood (Drake & Josh Go Hollywood) de Steve Hoefer : Josh Nichols
- 2008 : Joyeux Noël, Drake et Josh (Merry Christmas : Drake and Josh) de Michael Grossman : Josh Nichols

### Jeux vidéos
- 2006 : L'Âge de glace 2 (Ice Age : The Meltdown) : Eddie (voix)
- 2009 : L'Âge de glace 3 : Le Temps des dinosaures (Ice Age 3 : Dawn of the Dinosaurs) : Eddie (voix)
- 2014 : Teenage Mutant Ninja Turtles : Danger of the Ooze : Casey Jones (voix)